# Senreiro
Senreiro es una entidad de población y una estación situada en la parroquia de Sanjurjo, del municipio español de Río, en la provincia de Orense, Galicia.

## Demografía
| Gráfica de evolución demográfica de Senreiro entre 2000 y 2023 |
|                                                                |
| Datos según el nomenclátor publicado por el INE.               |